# Anna Śliwicka
Anna Śliwicka (ur. 6 września 1936 w Pruszkowie, zm. 18 maja 2018) – polska pisarka, absolwentka filologii polskiej na Uniwersytecie Warszawskim. Studiowała też na Wydziale Ekonomii Politycznej tegoż uniwersytetu.

## Twórczość
- Płonące kabanosy
- Miłość do Wzgórz Łopatyńskich
- Ślubna suknia
- Paryskie tournée
- Hodowca wydm
- Człowiek na własność
- Śmierć zjechała windą
- Ogrodniczka